# Laureati honoris causa all'Università Comenio di Bratislava
L'Università Comenio di Bratislava, a tutto il 2023, ha conferito la laurea honoris causa (doctor honoris causa) a 127 persone che si sono distinte nel campo scientifico e sociale, soprattutto all'estero, ma con alcuni conferimenti a personalità slovacche. Il maggior numero dei conferimenti, circa un quarto, proviene dalla Facoltà di Filosofia. Finora hanno ottenuto la laurea honoris causa solo tre donne.
L'Università Comenio di Bratislava conferisce la laurea honoris causa a personalità nazionali e straniere che hanno contribuito in modo significativo allo sviluppo dell'istruzione, della scienza, della cultura, della democrazia e dei valori universali e che hanno contribuito personalmente al progresso della civiltà umana diffondendo l'istruzione e l'umanesimo.
- Robert William Seton-Watson, storico britannico, 1928
- Ján Levoslav Bella, musicista slovacco, 1928
- Jan Emler, bibliotecario ceco, 1928
- Vítězslav Novák, musicista ceco, 1928
- Jindřich Vodák, critico letterario e teatrale ceco, 1928
- Nicolae Iorga, storico romeno, 1932
- Ljubomir Miletič, slavista bulgaro, 1932
- Pavle Popović, critico letterario serbo, 1932
- Kazimierz Władysław Kumaniecki, giurista polacco, 1933
- Przemyslaw Roman Dąbkowski, giurista polacco, 1933
- Slobodan Jovanovič, giurista serbo, 1933
- Metod Dolenc, giurista sloveno, 1933
- Stefan Savov Bobčev, giurista bulgaro, 1933
- Edvard Beneš, politico ceco, 1937
- Nicolae Titulescu, diplomatico romeno, 1937
- Milan Hodža, politico slovacco, 1938
- Dušan Jurkovič, architetto slovacco, 1938
- Philipp von Lenard, fisico tedesco, 1942
- Agostino Gemelli, medico italiano, 1943
- Stanislav Kostlivý, medico ceco, 1946
- Kristián Hynek, medico ceco, 1946
- Štefan Janšák, archeologo slovacco, 1947
- Jur Hronec, matematico slovacco, 1948
- Adolf Vladimír Záturecký, giurista slovacco, 1949
- František Votruba, poeta e critico letterario slovacco, 1950
- Ivan Trofimovyč Švec, fisico ucraino, 1965
- Leo Stern, storico tedesco, 1965
- Kazimierz Dobrowolski, sociologo ed etnologo polacco, 1965
- Dmytro Fylypovyč Procenko, fisiologo e biochimico ucraino, 1967
- Valentin Grigor'evič Lebedev, geografo russo, 1967
- Jan Mukařovský, semiologo e critico letterario ceco, 1968
- Otakar Borůvka, matematico ceco, 1969
- Pëtr Grigor'evič Bogatyrëv, etnografo russo, 1969
- Jean-Jacques Bouckaert, medico belga, 1969
- Robert Hladký, medico ceco, 1969
- Josef Charvát, medico ceco, 1969
- Dionýz Ilkovič, fisico e chimico slovacco, 1969
- Tadeusz Kotarbiński, filosofo polacco, 1969
- István Krompecher, medico ungherese, 1969
- David Lordkipanidze, antropologo e archeologo georgiano, 1969
- Alfred Mäde, agrometeorologo tedesco, 1969
- Grigore Constatin Moisil, matematico romeno, 1969
- Ladislav Novomeský, poeta e saggista slovacco, 1969
- Stojan Pavlović, geologo serbo, 1969
- Beniamino Segre, matematico italiano, 1969
- Eugen Suchoň, musicista slovacco, 1969
- Mieczysław Klimaszewski, geografo polacco, 1970
- Ivan Alekseevič Murav'ëv, farmacologo russo, 1972
- Eugeniusz Rybka, astronomo polacco, 1973
- Evgenij Michajlovič Sergeev, geologo russo, 1973
- Varahagiri Venkata Giri, politico indiano, 1973
- Nikolaj Nikolaevič Bogoljubov, fisico russo, 1976
- Eberhard Poppe, giurista tedesco, 1978
- Vitalij Grigor'evič Kostomarov, linguista russo, 1982
- Giani Zail Singh, politico indiano, 1983
- Sergej Aleksandrovič Ambarcumjan, fisico armeno, 1984
- Anatolij Alekseevič Logunov, fisico russo, 1988
- Ján Kmeť, linguista slovacco della Vojvodina, 1989
- Viktor Vasyl'ovyč Skopenko, chimico ucraino, 1989
- Václav Havel, scrittore ceco, 1990
- Karl Rudolf Wernhart, etnologo austriaco, 1991
- Alexander Dubček, politico slovacco, 1991
- Ladislav Hanus, filosofo e teologo slovacco, 1992
- Dagmar Čapková, esperta di Comenio ceca, 1992
- Christian Marzahn, pedagogista tedesco, 1992
- Jaroslav Ján Pelikán, storico statunitense, 1992
- Daniel Belluš, chimico slovacco, 1992
- Juan Antonio Samaranch, dirigente sportivo spagnolo, 1992
- Gustavo Villapalos Salas, giurista spagnolo, 1992
- Herbert Oelschläger, farmacologo tedesco, 1993
- Károly Zalai, farmacologo ungherese, 1993
- Ernst Eichler, slavista tedesco, 1993
- Werner Ogris, storico del diritto austriaco, 1993
- Karol Rebro, giurista slovacco, 1993
- František Kábele, pedagogista ceco, 1994
- Federico Mayor, politico spagnolo, 1994
- Eugene Andrew Cernan, astronauta statunitense, 1994
- Erhard Busek, politico austriaco, 1994
- Walter Thirring, fisico austriaco, 1994
- Jozef Tomko, cardinale slovacco, 1995
- Simon Wiesenthal, scrittore austriaco, 1995
- Daniel Carleton Gajdusek, medico statunitense, 1996
- Jan Pontén, medico svedese, 1996
- Gottfried Schatz, biochimico svizzero, 1996
- Sigurd Hofmann, fisico tedesco, 1996
- Emerico Richard Quandt, economista statunitense, 1996
- Hermann Müller-Karpe, archeologo tedesco, 1996
- Karel Malý, storico del diritto ceco, 1999
- Christian Krause, vescovo luterano tedesco, 1999
- Kofi Atta Annan, diplomatico ghanese, 1999
- Rudolf Zahradník, chimico ceco, 2000
- Luzius Wildhaber, giudice svizzero, 2000
- Tenzin Gyatso, XIV Dalai Lama tibetano, 2000
- Zbigniew Brzezinski, politologo statunitense, 2000
- Albert Huch, medico svizzero, 2002
- Piotr Slonimski, biologo e genetista francese, 2002
- Zenon Grocholewski, cardinale polacco, 2002
- André Goffeau, ingegnere agronomo belga, 2004
- Eugene Andrew Braunwald, cardiologo statunitense, 2004
- Tilmann Degenhart Märk, fisico austriaco, 2006
- Théophile Godfraind, farmacologo belga, 2006
- Josef Paldus, chimico ceco naturalizzato canadese, 2006
- Ivan Wilhelm, fisico nucleare ceco, 2006
- Renate Huch, pediatra svizzera, 2006
- Philippe Maystadt, politico belga, 2006
- Otto Braun-Falco, dermatologo tedesco, 2007
- Gerd Plewig, dermatologo tedesco, 2007
- Bernd Michael Rode, chimico austriaco, 2008
- Peter Fischer, giurista austriaco, 2008
- Gerhard Ertl, fisico e chimico tedesco, 2009
- Amand Fäßler, fisico tedesco, 2010
- Michael Metzeltin, filologo austriaco, 2010
- Wilhelm Schmitz, farmacologo tedesco, 2012
- Rodney J. Bartlett, chimico statunitense, 2012
- Ján Vilček, microbiologo slovacco, 2014
- Angela Dorothea Merkel, politica tedesca, 2014
- Anthony John Turner, biochimico britannico, 2014
- Ban Ki-moon, diplomatico sudcoreano, 2015
- Bernahrd Günter Heinrich Eitel, geografo tedesco, 2015
- Juriy Wladimiroff, medico britannico, 2016
- Emil Makovický, mineralogista slovacco, 2017
- Robert Kolb, teologo statunitense, 2017
- Joseph Wang, nanoingegnere statunitense, 2018
- Alberto II di Monaco, sostenitore della ricerca oceanografica, 2019
- Helmut Kern, medico sportivo austriaco, 2022
- Joachim Neumann, farmacologo tedesco, 2022
- Pavel Šámal, penalista ceco, 2023